# Hauville
Hauville ist eine französische Gemeinde mit 1.270 Einwohnern (Stand: 1. Januar 2022) im Département Eure in der Region Normandie. Sie gehört zum Arrondissement Bernay und zum Kanton Bourg-Achard. Die Einwohner werden Hauvillais genannt.

## Geographie
Hauville liegt etwa 23 Kilometer westsüdwestlich von Rouen in der Landschaft Roumois. Umgeben wird Hauville von den Nachbargemeinden La Mailleraye-sur-Seine im Norden, Le Landin im Nordosten und Osten, Honguemare-Guenouville im Osten und Südosten, Bouquetot im Süden, Rougemontier im Südwesten, Routot im Südwesten und Westen sowie La Haye-de-Routot im Westen.

## Bevölkerungsentwicklung
| Jahr                       | 1962 | 1968 | 1975 | 1982 | 1990 | 1999 | 2006 | 2020 |
| Einwohner                  | 716  | 716  | 817  | 1013 | 1051 | 1115 | 1240 | 1294 |
| Quellen: Cassini und INSEE |      |      |      |      |      |      |      |      |

## Sehenswürdigkeiten
- Kirche Saint-Paterne aus dem 12. Jahrhundert
- Mühle von Pierre, 1258 erbaut
- Schloss Saint-Paul aus dem 18. Jahrhundert

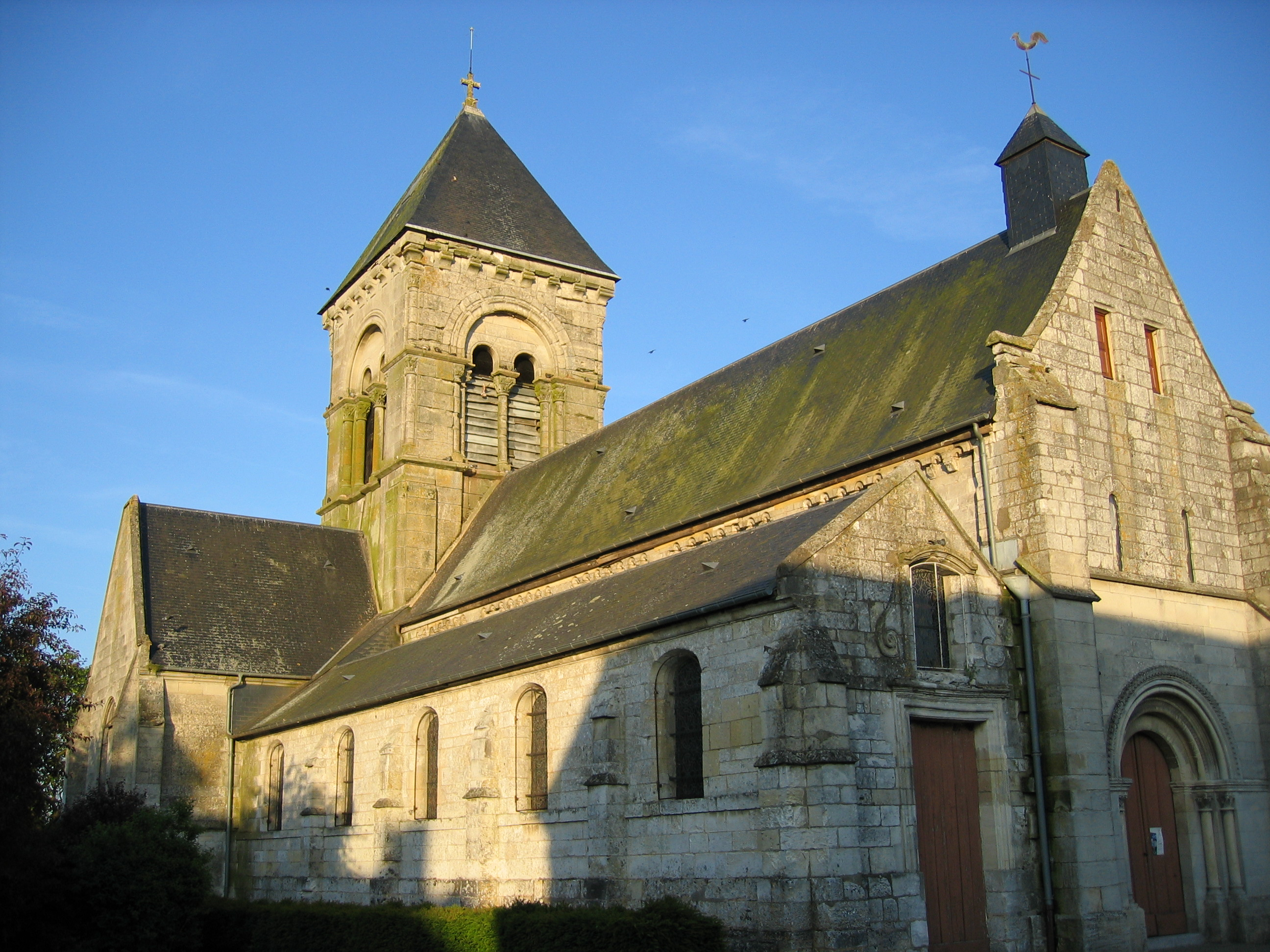
Kirche Saint-Paterne
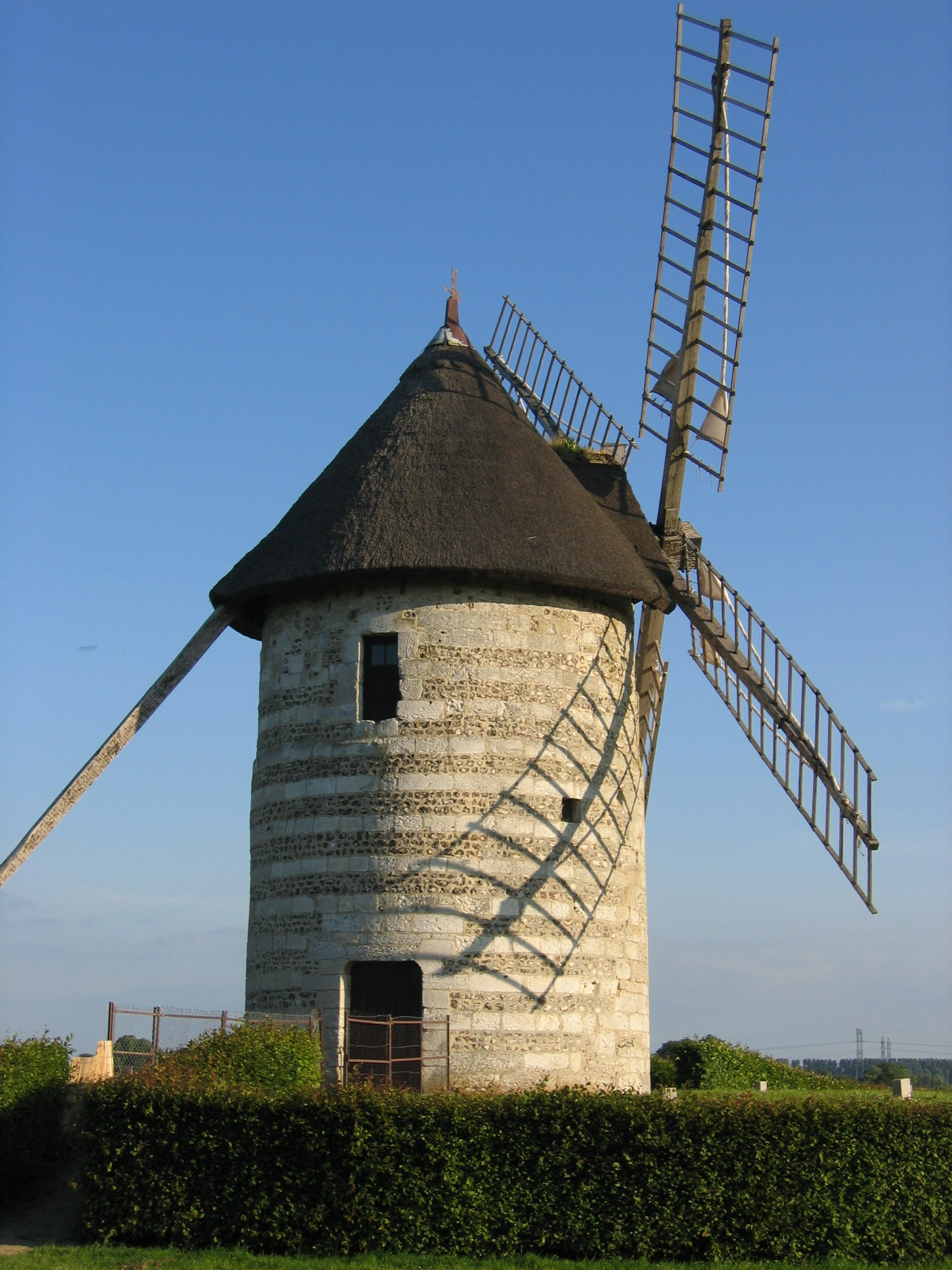
Mühle von Pierre
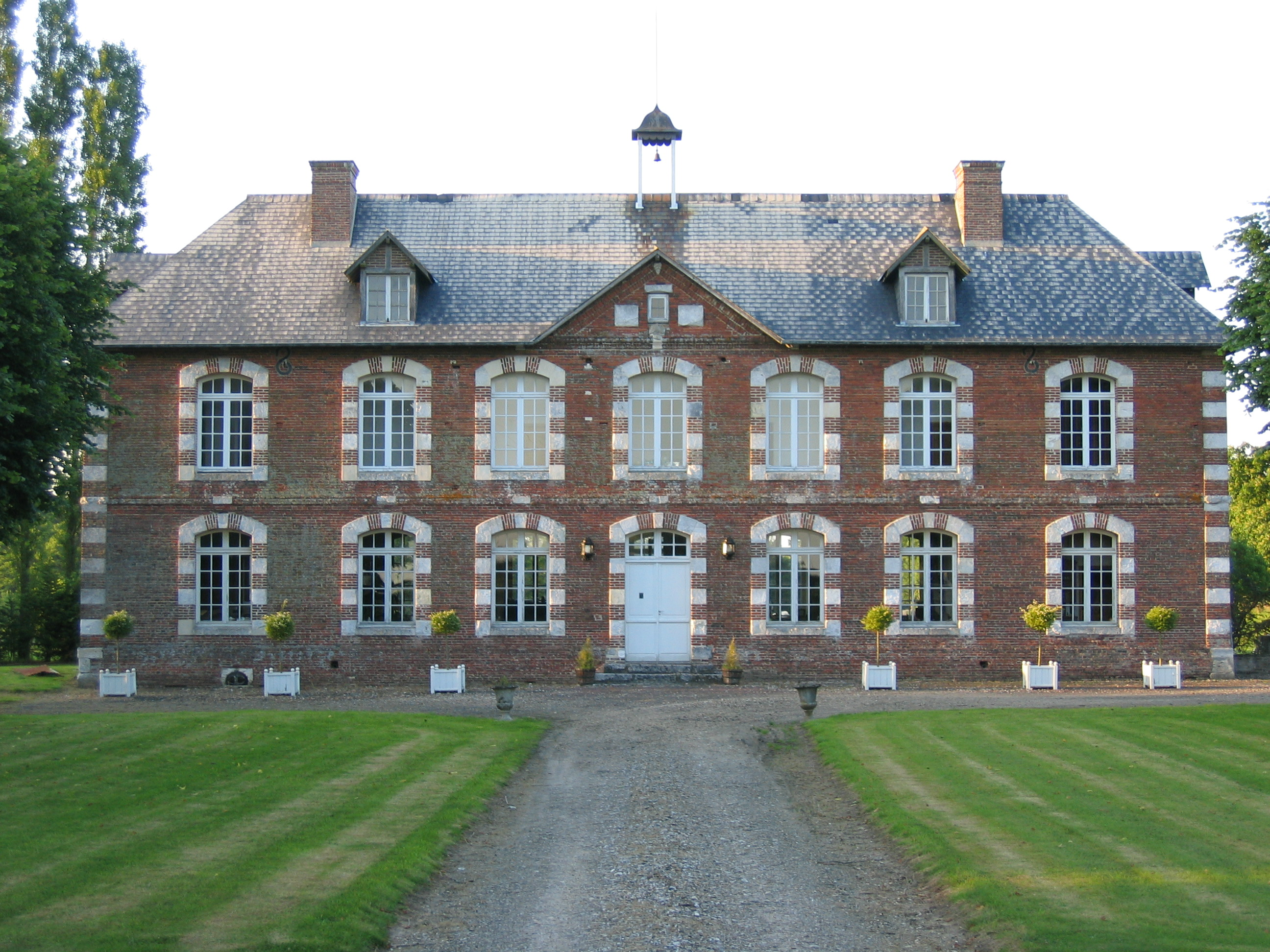
Schloss Saint-Paul

## Gemeindepartnerschaft
Mit der deutschen Gemeinde Wangen in Baden-Württemberg besteht eine Partnerschaft.